# 巴布亞新幾內亞大區列表

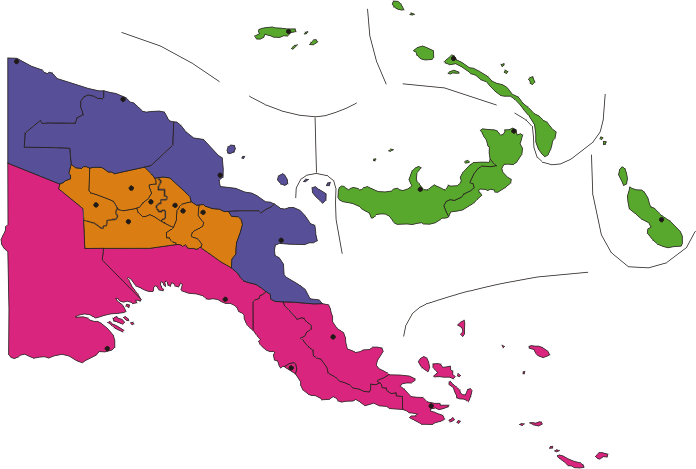
高地大區
群島大區
莫美斯大區
巴布亞大區

巴布亞新幾內亞的4個大區（英語：Region）是最廣泛的行政區劃。 雖然22個省級行政區才是國家的主要行政區劃，但是這些地區在日常生活中相當重要，因為它們往往是組織政府服務（如警察）、企業運作、體育比賽的基礎。
人們普遍認同他們所屬的大區，且大區與大區間的競爭可能很激烈。例如，各個大區歷年來產生了多少首相時常是討論話題。另外，在任命部長和部門負責人時，也都會兼顧區域之間的整體平衡。

## 大區
以下列出4個大區，以及其所屬的省份。
- 高地大区（英语：Highlands Region）：欽布省、東高地省、恩加省、赫拉省、吉瓦卡省、西高地省以及南高地省。
- 群岛大区（英语：Islands Region）：布干維爾自治区、東新不列顛省、馬努斯省、新愛爾蘭省以及西新不列顛省。
- 莫美斯大区（英语：Momase Region）：桑道恩省（西塞皮克省）、東塞皮克省、馬當省以及莫雷貝省。
- 南方大区（英语：Southern Region, Papua New Guinea）：中央省、海灣省、米爾恩灣省、北部省以及西部省。